# Jerzy Brzęczek
Jerzy Józef Brzęczek, född den 18 mars 1971 i Truskolasy, Polen, är en polsk fotbollsspelare som tog OS-silver i fotbollsturneringen vid de olympiska sommarspelen 1992 i Barcelona. 